# Aroa incerta
Aroa incerta är en fjärilsart som beskrevs av Roghfr. 1891. Aroa incerta ingår i släktet Aroa och familjen tofsspinnare. Inga underarter finns listade i Catalogue of Life.